# 萨尔利盖特
萨尔利盖特，是匈牙利科马罗姆-埃斯泰尔戈姆州所辖的一个村。总面积14.56平方公里，总人口2306，人口密度158.4人/平方公里（2011年1月1日）。

## 历史
萨尔利盖特的历史不过百年，19世纪早期，该地区曾有一个名为（上农场）的村庄，为陶陶的埃斯特哈希家族领地。他们将该地租与一些佃户，该地亦有一个火车站。1891年匈牙利国家煤矿公司（Hungarian State Coal Mines Co.）购入了及其附近地区。二战时大部分居民逃入陶陶巴尼奧及萨尔，至战争结束时当地仅剩159户居民共600余人。于是后来迁入的居民们构成了萨尔利盖特，村最后消失并融入其中。